# Howard Schwartz
Howard Schwartz (* 13. September 1919 in El Paso, Texas; † 25. Oktober 1990 in Palm Springs, Kalifornien) war ein US-amerikanischer Kameramann.

## Leben
Howard Schwartz begann seine Karriere hinter der Kamera als Assistent von Stanley Cortez in Orson Welles’ Film Der Glanz des Hauses Amberson, bevor er 1949 erstmals eigenverantwortlich als Kameramann in dem oscarnominierten Kurzfilm Boy and the Eagle arbeitete. Anschließend war Schwartz vor allem als Kameramann für Fernsehfilme wie Batman hält die Welt in Atem, Judy Garland – Lehrjahre eines Hollywood-Stars und Am Ende des Weges verantwortlich.

## Filmografie (Auswahl)
- 1942: Der Glanz des Hauses Amberson (The Magnificent Ambersons) (Kameraassistent)
- 1949: Boy and the Eagle
- 1959–1963: Westlich von Santa Fé (The Rifleman) (Fernsehserie, 110 Episoden)
- 1966: Batman hält die Welt in Atem (Batman)
- 1966–1967: Batman (Fernsehserie, 54 Episoden)
- 1968–1969: Planet der Giganten (Land of the Giants) (Fernsehserie, 23 Episoden)
- 1969: Der Revolverheld (The Silent Gun)
- 1969: Nancy, ein eiskaltes Playgirl (The Big Bounce)
- 1971: Einsatz im Pazifik (Assault on the Wayne)
- 1971: Panik in den Wolken (Terror in the Sky)
- 1972: Nacht des Schreckens (Night of Terror)
- 1972: Terror in Block C (Women in Chains)
- 1974: Petrocelli – Nächtliche Spiele (Night Games)
- 1976: Futureworld – Das Land von Übermorgen (Futureworld)
- 1977: Der unglaubliche Hulk (The Incredible Hulk)
- 1978: Deine Braut gehört mir (Getting Married)
- 1978: Der Geist von Flug 401 (The Ghost of Flight 401)
- 1978: Judy Garland – Lehrjahre eines Hollywood-Stars (Rainbow)
- 1980: Entscheidung zum Glück (Rodeo Girl)
- 1980: Küß’ ihn nicht beim ersten Date (Portrait of an Escort)
- 1981: Ein kleiner Mord (A Small Killing)
- 1981: Wunder auf dem Eis (Miracle on Ice)
- 1981: Zum Teufel mit Max (The Devil and Max Devlin)
- 1983: Am Ende des Weges (Right of Way)
- 1984: Airwolf – Eine unschlagbare Waffe (Airwolf)
- 1984–1986: Airwolf (Fernsehserie, 13 Episoden)